# Винокурова, Ульяна Алексеевна
Улья́на Алексе́евна Виноку́рова (род. 17 июля 1947, Байдинский наслег, Якутская АССР) — советский и российский психолог и социолог, российский педагог.

## Биография
Родилась 17 июля 1947 года в Байдинском наслеге Среднеколымского района, Якутская АССР. Отец длительное время работал председателем колхоза, мать — поваром в детсаде. Семья воспитала семерых детей, ставших достойными гражданами и родителями.
В 1964 году окончила Среднеколымскую среднюю школу, по комсомольской путевке работала телятницей, учительницей.
1966—1971 учёба в Ленинградский государственный университет им. А. А. Жданова (Санкт-Петербургский государственный университет), факультет психологии.
1971 — инженер-социолог в комбинат «Джугджурзолото» производственного объединения «Якутзолото», пос. Солнечный, Усть — Майский район ЯАССР
1972—1991 — работа во вновь открывшейся лаборатории конкретных социологических исследований Институт языка, литературы и истории ЯНЦ СО РАН СССР (Якутский научный центр СО РАН), начиная с должности лаборанта до научного сотрудника.
1986 — защита диссертации на соискание ученой степени кандидата психологических наук под руководством профессора ЛГУ Кузьмина Евгения Степановича по теме «„Социально-психологические аспекты урбанизации коренного населения Якутской АССР“.
1991—2003 — заместитель директора по науке, заведующая отделом социологии Института проблем малочисленных народов Севера СО РАН (Ульяна Алексеевна Винокурова совместно с академиками АН РС(Я) В. А. Роббеком и Е. Г. Егоровым являются организаторами)
1994 — защита диссертацию на соискание ученой степени доктора социологических наук в Институте социологии РАН по теме „Формирование и изменения ценностных структур сознания народов Якутии“.
2013 — доцент кафедры социологии и управления персоналом, Северо-Восточный федеральный университет им. М. К. Аммосова.
В период трансформации СССР и РСФСР Винокурова была избрана народным депутатом Якутского городского совета народных депутатов.
1992—2003 народный депутат двух созывов в Госуда́рственное Собра́ние (Ил Тумэ́н) Респу́блики Саха́ (Яку́тия).
Член рабочей группы по разработке Конституции Республики Саха (Якутия), республиканских законов (тридцати восьми), многих программ по социальным, культурным, образовательным направлениям развития населения республики.
Автор концепции воспитания и образования детей народов Севера, выполненной по заданию министерства образования Республики Саха(Якутия).
С 1995 года ведет преподавательскую работу. С 2003 года работает в Арктическом государственном институте культуры и искусств, где создала центр циркумполярной цивилизации и работает на должности профессора, руководит магистерскими и аспирантскими работами.
В 2013 году получила свидетельство об авторстве открытия явления существования арктической циркумполярной цивилизации (диплом Международной академии авторов научных открытий и изобретений от 10.06.2013 г.). В том же году была удостоена Государственной премии РС(Я) в области науки и техники За цикл исследований по этносоциологическим проблемам арктических территорий России, внесших весомый вклад в социологическую науку, способствующих устойчивому социальному развитию и духовному возрождению народов Севера».
Академик РАЕН, Арктической общественной академии, член редколлегий научных журналов, включенных в список ВАК: «Знание. Понимание. Умение» (МГГУ), «Человек. Общество. Знание», «Человек. Культура. Образование» (СГУ им. П.Сорокина), «Вестник ЧГПУ», «Вестник СВФУ», «Вестник АГИКИ». Стала обладателем грантов обладателем Erasmus Mundus, РГНФ, Глобал Грингрантс, приглашенным редактором журнала «Sibirica» (Web of Science, Scopus).
Основала научную междисциплинарную школу "«Арктическая циркумполярная цивилизация» в ФГБОУ ВО «Арктический государственный институт культуры и искусства», на кафедре социологии и управления персоналом Финансово-экономического института Северо-Восточного федерального университета. Сведения о её научной школе опубликованы в Десятом томе «Ведущие научные школы» (Ведущие научные школы. — М.: Издательский дом Академии Естествознания, 2017. — Т. 10. — 184 c. ISBN 978-5-91327-481-6).
Работала научным руководителем экспериментальных площадок по воспитанию ребёнка юкагира в поликультурной среде в Нелемненской СОШ Верхнеколымского, эвенской идентичности в Ючюгэйской СОШ Оймяконского, северных саха в Хатынгнахской СОШ Среднеколымского, Верхоянской СОШ и культурно-образовательного кластера в Таттинском, международной эколого-художественной Школы Чысхаана в Оймяконском улусах.
Опубликовала около 20 научных монографий и публистических изданий, сотни научных, научно-популярных, публицистических статей на русском, якутском и иностранных языках. Три монографии: «Этнопедагогика любви и национального спасения», «Арктическая циркумполярная цивилизация», «Экософия ойууна криолитозоны» были удостоены степени лауреата Фонда отечественного образования РФ в 2017—2019 гг.
Создала многоязычные Интернет-порталы "«Обсерватория образования и культурного разнообразия народов РС(Я)» kuyaar.ru и «Циркумполярная цивилизация в музеях мира» Arcticmuseum.com, «Люди и природа полюса холода» — yakutcold.ru.
Три дочери, двое из них — кандидаты наук, работают в сфере культуры и образования, третья дочь занимается дизайном.

## Награды
- Заслуженный деятель науки РС(Я) (1997).
- Лауреат Национального фонда «Баргарыы», государственной премии РС(Я) им. Софьи Сидоровой.
- Почетный гражданин Среднеколымского улуса.
- Медали им. Этнопедагога Г. Н. Волкова и основателя ноосферного учения В. И. Вернадского
- Золотая медаль III Евразийского конкурса инновационно — инвестиционных стратегий, программ, проектов в (2019).
- «Профессор 2019 года» — премия Общероссийской общественной организации «Российское профессорское собрание». Признана народным голосованием звания «Якутянин 2019 г. г. Якутск».
- Нагрудный знак «За вклад в развитие парламентаризма в Республике Саха (Якутия)» (21 февраля 2024) — за вклад в развитие законодательства, парламентаризма и межпарламентских связей в Республике Саха (Якутия)